# Élections générales néo-écossaises de 2006

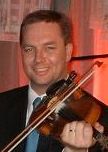
Le premier ministre progressiste-conservateur Rodney MacDonald.

L'élection générale néo-écossaise de 2006 (appelée officiellement la 60e élection générale) se déroule le 13 juin 2006 pour élire les députés à l'Assemblée législative de la Nouvelle-Écosse. Le premier ministre Rodney Macdonald, qui dirige un gouvernement minoritaire progressiste-conservateur, déclenche l'élection le 13 mai 2006, dans l'espoir d'être reconduit au pouvoir avec un gouvernement majoritaire pour faire mieux avancer son programme politique et pour obtenir un mandat clair, étant donné qu'il n'avait jamais été élu en a tant que premier ministre. À la fin, Macdonald est reconduit au pouvoir, mais avec un deuxième gouvernement minoritaire plus petit, faisant face au Nouveau Parti démocratique renforcé dans l'Opposition officielle et un Parti libéral affaibli. Le chef libéral Francis MacKenzie (en) est défait dans sa circonscription de Bedford.

## Résultats
Le Parti progressiste-conservateur fait des gains de plusieurs points au niveau du vote populaire, mais essuie une perte de deux sièges ; leurs pertes au profit du NPD sont partiellement compensés par une représentation presque doublée sur l'île du Cap-Breton, aux dépens du Parti libéral. La distance entre les néo-démocrates et les libéraux s'est aussi considérablement accru, à la fois au niveau du vote populaire que du nombre de sièges.
| Parti | Parti                     | Chef                   | # de candidats | Sièges | Sièges      | Sièges | Sièges  | Voix    | Voix    | Voix    |
| ----- | ------------------------- | ---------------------- | -------------- | ------ | ----------- | ------ | ------- | ------- | ------- | ------- |
| Parti | Parti                     | Chef                   | # de candidats | 2003   | Dissolution | Élus   | % Diff. | #       | %       | Diff.   |
|       | Progressiste-conservateur | Rodney MacDonald       | 52             | 25     | 25          | 23     | -8,0 %  | 160 119 | 39,57 % | +3,33 % |
|       | Néo-démocrate             | Darrell Dexter         | 52             | 15     | 15          | 20     | +33,3 % | 140 128 | 34,63 % | +3,52 % |
|       | Libéral                   | Francis MacKenzie (en) | 51             | 12     | 10          | 9      | -10,0 % | 94 872  | 23,44 % | -7,99 % |
|       | Vert                      | Nick Wright            | 52             | *      | -           | -      | -       | 9,411   | 2,33 %  | *       |
|       | Indépendant               | Indépendant            | 3              | 0      | 1           | -      | -100 %  | 153     | 0,04 %  |         |
|       | Vacant                    | Vacant                 | Vacant         | Vacant | 1           |        |         |         |         |         |
| Total | Total                     | Total                  | 210            | 52     | 52          | 52     |         | 404 683 |         |         |

* Les verts n'ont pas participé à l'élection de 2003.

## Source
- (en) Cet article est partiellement ou en totalité issu de l’article de Wikipédia en anglais intitulé « Nova Scotia general election, 2006 » (voir la liste des auteurs).